# ウィルミントン (マサチューセッツ州)

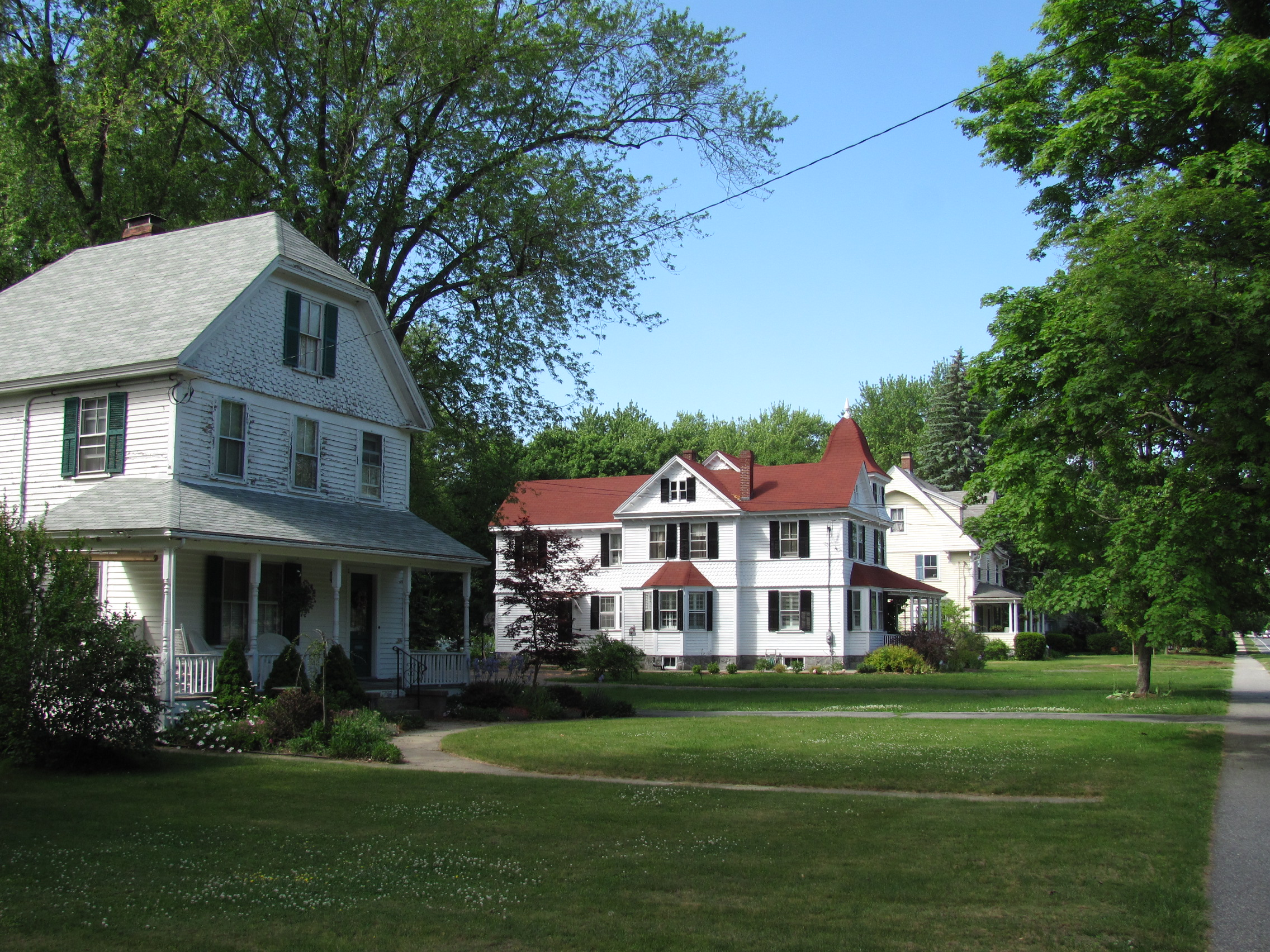

ウィルミントン（Wilmington）は、アメリカ合衆国マサチューセッツ州東部ミドルセックス郡に位置する町。ボストンの北郊約25km、環状道路となっている州間高速道路I-95のすぐ外側に位置する。人口は21,363人（2000年国勢調査）。

## 歴史
ウィルミントンは1639年に入植が始まり、1730年に正式な町となった。

### ボールドウィンりんご
ウィルミントンはボールドウィンりんご（Baldwin）発祥の地である。1740年、町内のジョン・ボール（John Ball）の農場でこのりんごの苗木が植えられた。その後40年にわたって、このりんごは周辺の町村に広まり、栽培されるようになった。やがて、このりんごはロアミ・ボールドウィン大佐（Loammi Baldwin）の目にとまり、マサチューセッツ州東部全体に広まった。1784年、このりんごは大佐の名にちなんで「ボールドウィンりんご」と名付けられた。
現在では、ボールドウィンはニューイングランドやニューヨークでは最も人気のあるりんごの品種となり、輸出もされている。また、ジョン・ボールの農場跡には、「ボールドウィンりんご発祥の地」という記念碑が建っている。
詳細については英語版Wikipedia、Baldwin (apple)も参照のこと

## 地理
ウィルミントンは北緯42度33分30秒、西経71度10分13秒（42.558576, -71.170317）に位置している。
アメリカ合衆国統計局によると、ウィルミントンは
- 総面積: 44.6km2（17.2mi2）
- 陸地: 44.4km2（17.1mi2）
- 水域: 0.2km2（0.1mi2）

である。総面積の0.46%が水域となっている。

## 人口動勢
以下は2000年の国勢調査における人口統計データの一部である。
- 人口: 21,363人
- 世帯数: 7,027世帯
- 家族数: 5,776家族
- 人口密度: 481.5人/km2（1,247.0/mi2）
- 住居数: 7,158軒
- 住居密度: 161.3軒/km2（417.8軒/mi2）

ウィルミントンは典型的な郊外の中流住宅地で、人口の96.31%を白人が占める。収入の中央値は世帯70,652米ドル、家族76,760米ドルとなっている。人口に対する貧困率も1.9%と低い。